# Gangbang

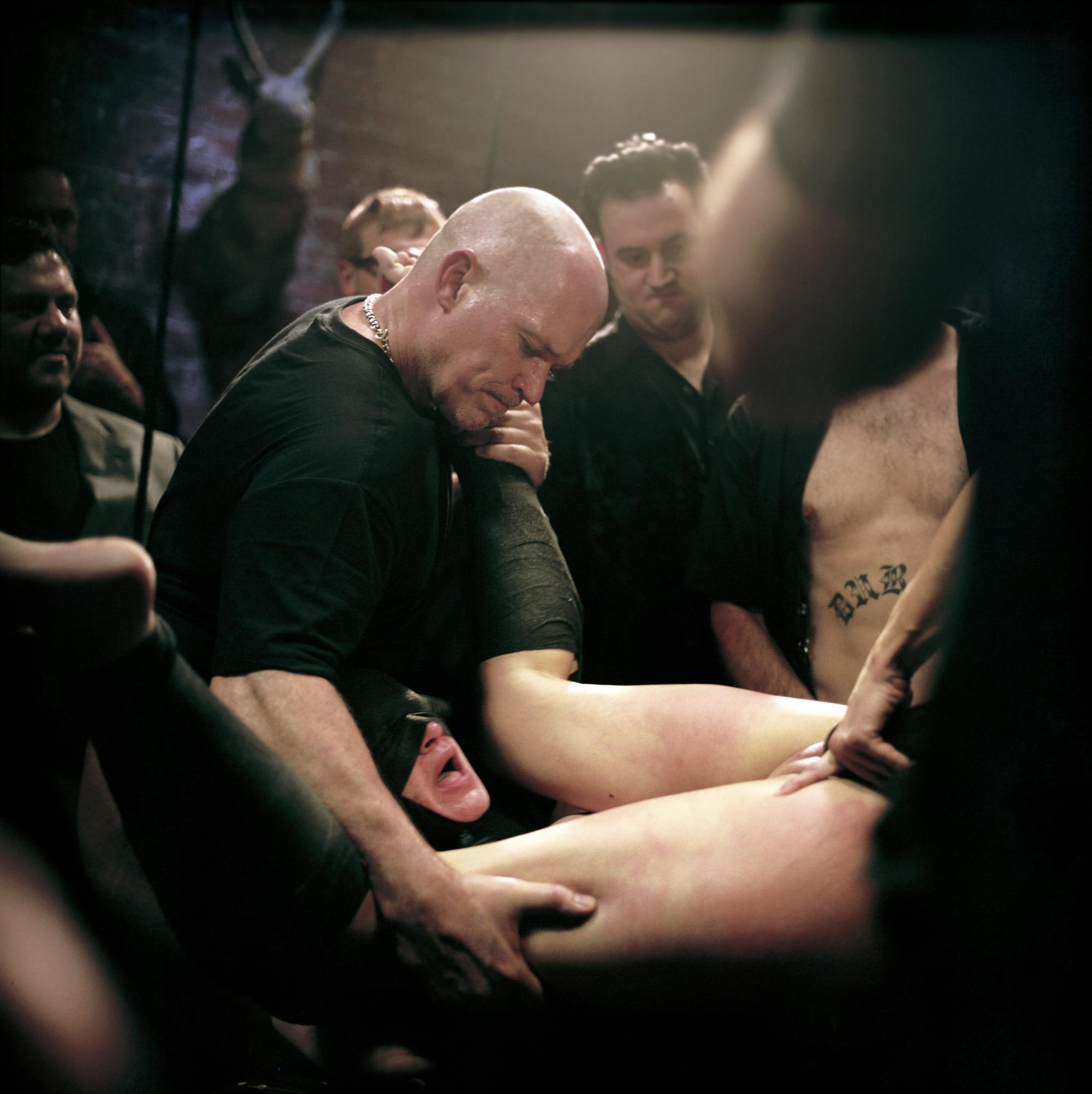
Opname van een gangbang ten behoeve van een videoproductie

Een gangbang is een vorm van groepsseks waarbij meerdere personen gelijktijdig of achtereenvolgens seksuele handelingen met één persoon hebben. Een gangbang betreft veelal een vrouw die achtereenvolgens seks heeft met een aantal mannen.
De term was oorspronkelijk op groepsverkrachtingen van toepassing, en verscheen ook in de pornografie, maar de laatste jaren wordt het ook toegepast op consensueel seksueel gedrag.
Er zijn recordpogingen en manifestaties op dit gebied ontplooid; zo is sinds 2004 het record in handen van de Amerikaanse Lisa Sparks, die een gangbang hield met 919 mannen in 7,5 uur.